# Mehrajuddin Wadoo
Mehrajuddin Wadoo (Srinagar, 12 febbraio 1978) è un ex calciatore e allenatore di calcio indiano, di ruolo centrocampista, vice allenatore del Mohammedan.

## Statistiche

### Cronologia presenze e reti in nazionale
| Cronologia completa delle presenze e delle reti in nazionale ― India | Cronologia completa delle presenze e delle reti in nazionale ― India | Cronologia completa delle presenze e delle reti in nazionale ― India | Cronologia completa delle presenze e delle reti in nazionale ― India | Cronologia completa delle presenze e delle reti in nazionale ― India | Cronologia completa delle presenze e delle reti in nazionale ― India | Cronologia completa delle presenze e delle reti in nazionale ― India | Cronologia completa delle presenze e delle reti in nazionale ― India |
| Data                                                                 | Città                                                                | In casa                                                              | Risultato                                                            | Ospiti                                                               | Competizione                                                         | Reti                                                                 | Note                                                                 |
| -------------------------------------------------------------------- | -------------------------------------------------------------------- | -------------------------------------------------------------------- | -------------------------------------------------------------------- | -------------------------------------------------------------------- | -------------------------------------------------------------------- | -------------------------------------------------------------------- | -------------------------------------------------------------------- |
| 17-12-2005                                                           | Islamabad                                                            | India                                                                | 2 – 0                                                                | Bangladesh                                                           | SAFF Championship 2005 - Finale                                      | 1                                                                    |                                                                      |
| 22-2-2006                                                            | Yokohama                                                             | Giappone                                                             | 6 – 0                                                                | India                                                                | Qual. Coppa d'Asia 2007                                              | -                                                                    |                                                                      |
| 1-3-2006                                                             | New Delhi                                                            | India                                                                | 0 – 3                                                                | Yemen                                                                | Qual. Coppa d'Asia 2007                                              | -                                                                    | 61’                                                                  |
| 16-8-2006                                                            | Kolkata                                                              | India                                                                | 0 – 3                                                                | Arabia Saudita                                                       | Qual. Coppa d'Asia 2007                                              | -                                                                    | 81’                                                                  |
| 6-9-2006                                                             | Jeddah                                                               | Arabia Saudita                                                       | 7 – 0                                                                | India                                                                | Qual. Coppa d'Asia 2007                                              | -                                                                    |                                                                      |
| 8-10-2007                                                            | Saida                                                                | Libano                                                               | 4 – 1                                                                | India                                                                | Qual. Mondiali 2010                                                  | -                                                                    | 73’                                                                  |
| 30-10-2007                                                           | Goa                                                                  | India                                                                | 2 – 2                                                                | Libano                                                               | Qual. Mondiali 2010                                                  | -                                                                    | 69’                                                                  |
| 3-8-2008                                                             | Hyderabad                                                            | Turkmenistan                                                         | 1 – 2                                                                | India                                                                | AFC Challenge Cup                                                    | -                                                                    | 90’                                                                  |
| 7-8-2008                                                             | Hyderabad                                                            | India                                                                | 1 – 0                                                                | Birmania                                                             | AFC Challenge Cup                                                    | -                                                                    | 87’                                                                  |
| 13-8-2008                                                            | New Delhi                                                            | India                                                                | 4 – 1                                                                | Tagikistan                                                           | AFC Challenge Cup                                                    | -                                                                    | 43’, 35’                                                             |
| 19-8-2009                                                            | New Delhi                                                            | India                                                                | 0 – 1                                                                | Libano                                                               | Nehru Cup                                                            | -                                                                    | 78’                                                                  |
| 23-8-2009                                                            | New Delhi                                                            | India                                                                | 2 – 1                                                                | Kirghizistan                                                         | Nehru Cup                                                            | -                                                                    | 88’                                                                  |
| 26-8-2009                                                            | New Delhi                                                            | India                                                                | 3 – 1                                                                | Sri Lanka                                                            | Nehru Cup                                                            | -                                                                    | 89’                                                                  |
| 29-8-2009                                                            | New Delhi                                                            | India                                                                | 0 – 1                                                                | Siria                                                                | Nehru Cup                                                            | -                                                                    |                                                                      |
| 31-8-2009                                                            | New Delhi                                                            | India                                                                | 1 – 1                                                                | Siria                                                                | Nehru Cup                                                            | -                                                                    | 116’                                                                 |
| 10-1-2011                                                            | Doha                                                                 | India                                                                | 0 – 4                                                                | Australia                                                            | Coppa d'Asia 2011                                                    | -                                                                    | 62’                                                                  |
| 14-1-2011                                                            | Doha                                                                 | Bahrein                                                              | 5 – 2                                                                | India                                                                | Coppa d'Asia 2011                                                    | -                                                                    | 74’                                                                  |
| 18-1-2011                                                            | Doha                                                                 | Corea del Sud                                                        | 4 – 1                                                                | India                                                                | Coppa d'Asia 2011                                                    | -                                                                    | 56’                                                                  |
| Totale                                                               |                                                                      | Presenze                                                             | 18                                                                   |                                                                      | Reti                                                                 | 1                                                                    |                                                                      |

## Palmarès

### Club

#### Competizioni nazionali
- Coppa della Federazione indiana: 4

Mohun Bagan: 2006
East Bengal: 2007, 2009, 2010
- Indian Super Cup: 1

East Bengal: 2011
- Indian Super League: 1

Chennaiyin: 2015

### Nazionale
- SAFF Championship: 1

2005